# Venezolaanse presidentsverkiezingen 2006
In Venezuela waren er presidentverkiezingen op 3 december 2006. De president wordt gekozen voor een periode van zes jaar die begint op 10 januari 2007.
Er waren 14 kandidaten, onder wie vier vrouwen.
- Hugo Chávez, huidige president
- Manuel Rosales, gouverneur van Zulia.
- Eudes Vera, iniciativa propia
- José Tineo, partido Venezuela Tercer Milenio (VTM).
- Carmelo Romano Pérez, Movimiento Liberal Pueblo Unido (MLPU).
- Ángel Irigoyen, partido Rompamos Cadenas (RC).
- Venezuela Da Silva, Nuevo Orden Social (NOS).
- Homer Rodríguez, Movimiento Por Querer a Venezuela (PQV).
- Isbelia León, movimiento Institución Fuerza y Paz (IFP).
- Pedro Francisco Aranguren, Movimiento Conciencia de País (MCP).
- Luis Alfonso Reyes Castillo, Organización Juventud Organizada de Venezuela (Joven).
- Judith Salazar, Hijos de la Patria (HP).
- Alejandro José Suárez Luzardo, Movimiento Sentir Nacional (MSN).
- Carolina Contreras, iniciativa propia

## Uitslag
De uitslag is als volgt.
| Kandidaat                     | Partij/Alliantie                                  | Stemmen    | %     |
| ----------------------------- | ------------------------------------------------- | ---------- | ----- |
| Hugo Chávez                   | Beweging van de Vijfde Republiek                  | 7.309.080  | 62,84 |
| Manuel Rosales                | Un Nuevo Tiempo–Primero Justicia–COPEI en anderen | 4.292.466  | 36,9% |
| Luis Alfonso Reyes Castillo   | JOVEN                                             | 4.807      | 0,04  |
| Venezuela Da Silva            | Nuevo Orden Social                                | 3.980      | 0,03  |
| Carmelo Romano Pérez          | Mov. Liberal Pueblo Unido                         | 3.753      | 0,03  |
| Alejandro José Suárez Luzardo | Mov. Sentir Nacional                              | 2.956      | 0,02  |
| Eudes Vera                    | Iniciativa Propia                                 | 2.681      | 0,02  |
| Carolina Contreras            | Iniciativa Propia                                 | 2.059      | 0,01  |
| Pedro Francisco Aranguren     | Mov. Conciencia País                              | 1.957      | 0,01  |
| José Tineo                    | Venezuela Tercer Milenio                          | 1.409      | 0,01  |
| Yudith Salazar                | Hijos de la Patria                                | 1.272      | 0,01  |
| Ángel Yrigoyen                | Rompamos Cadenas                                  | 1.316      | 0,01  |
| Homer Rodríguez               | Por Querer a Venezuela                            | 1.123      | 0     |
| Isbelia León                  | Institución Fuerza y Paz                          | 793        | 0     |
| Totaal                        |                                                   | 11.790.397 |       |